# Deiphobos (Sohn des Priamos)
Deiphobos (altgriechisch Δηΐφοβος Dēḯphobos) ist eine Gestalt der griechischen Mythologie aus dem Sagenkreis des Trojanischen Krieges.
Als Sohn des Königs Priamos und der Hekabe ist er einer der wichtigsten und stärksten Kämpfer für Troja. Hektor bezeichnet ihn als den „liebsten“ seiner Brüder. Nach dem Tod seines Bruders Paris wird Deiphobos nach dem Gesetz Gatte seiner Schwägerin Helena und begleitet sie zum Trojanischen Pferd. Bei der Eroberung Trojas fällt er der Rache des Menelaos zum Opfer und wird nach schwerem Kampf getötet, sein Haus zerstört. Nach seinem Tod wird er nicht bestattet. Aineias errichtet ihm einen Tumulus.
In der Aeneis Vergils erscheint der Schatten des Deiphobos dem Aineias in der Unterwelt.